# Mononychellus vilaricensis
Mononychellus vilaricensis är en spindeldjursart som först beskrevs av Adilson D. Paschoal 1971.  Mononychellus vilaricensis ingår i släktet Mononychellus och familjen Tetranychidae. Inga underarter finns listade i Catalogue of Life.